# نووبیوسین
نووبیوسین (Novobiocin) یک ماده ضد میکروبی است که به‌وسیله پرورش اکتینومایستها (گونه استرپتومیسس نیوس) تهیه می‌شود. این دارو در مقابل میکروبهای گرم مثبت از جمله استرپتوکوک ها و استافیلوکوک ها مفید واقع می شود.

## مکانیسم اثر
نووبیوسین از دسته Aminocoumarin است و عملکردی مشابه کینولونها دارد. این آنتی بیوتیک با مهار آنزیم DNA gyras تکثیر باکتریها را متوقف میسازد.

## کاربرد آزمایشگاهی
آزمایش دیسک نووبیوسین جهت افتراق استافیلوکوکهای کوآگولاز منفی: استافیلوکوک ساپروفیتیکوس(S.saprophyticus) به نووبیوسین مقاوم بوده و هاله عدم رشد mm 6 تا mm 12 ایجاد می کند. سایر استافیلوکوکهای کوآگولاز منفی و استافیلوکوک اورئوس (S.aureus) ، به نووبیوسین حساس بوده و هاله عدم رشد mm 16 یا بزرگتر ایجاد می کنند.